# Hein Donnerbrug
De Hein Donnerbrug (brugnummer 1922) is een bouwkundig kunstwerk op de grens van Amsterdam-Centrum en Amsterdam-Zuid. De brug is in 1991 vernoemd naar Jan Hein Donner in zijn hoedanigheid als schaker. 
De vaste betonnen brug overspant sinds omstreeks 1988 de Singelgracht. Zodoende verbindt ze het Max Euweplein (vernoemd naar schaker Max Euwe) en de Weteringschans (centrumzijde) met het Vondelpark en de Stadhouderskade (in Zuid). De brug is alleen toegankelijk voor voetgangers en fietsers, maar kan ook eventueel nooddiensten dragen; er is namelijk geen andere mogelijkheid om met zwaar vervoer het Max Euweplein op te komen. Zij is daarom acht meter breed. De brug is een ontwerp van Kees Spanjers, die samen met Pieter Zaanen voor de inrichting van het plein zorgden. 
Het Max Euweplein ligt hoger dan de Stadhouderskade; Spanjers koos voor een vrijwel platte brug met helling aan de zijde van de kade. Onder die helling geldt een doorvaarverbod; scheepvaart moet van de andere doorvaarten gebruik maken. Voor voetgangers en fietsers is het een stevige helling omdat de doorgaande voet- en fietsroute hier geregeld worden door verkeerslichten; fietsers moeten bijna vanuit stilstand de helling op of juist helling af remmen.

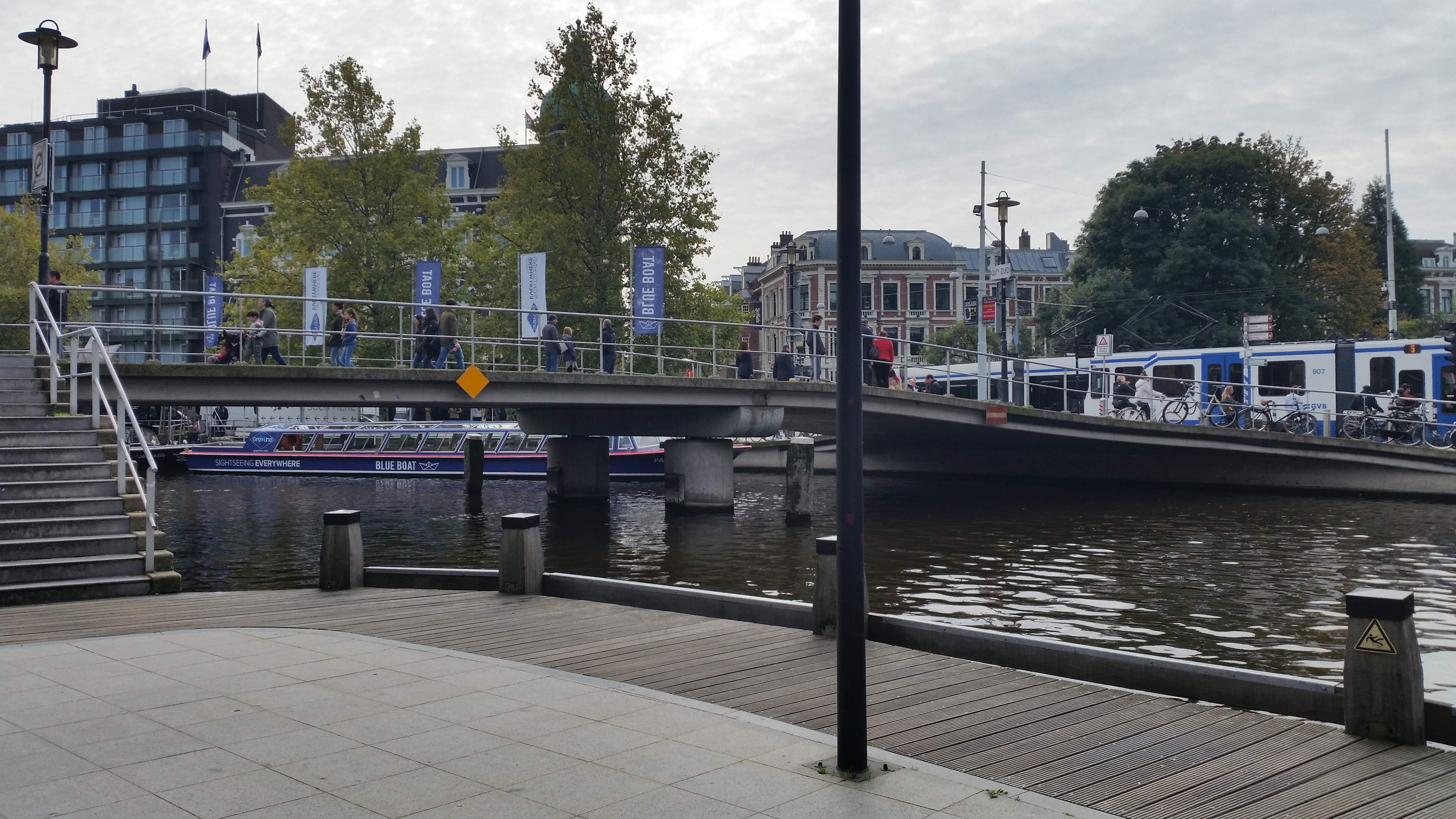
Zijaanzicht (oktober 2019)
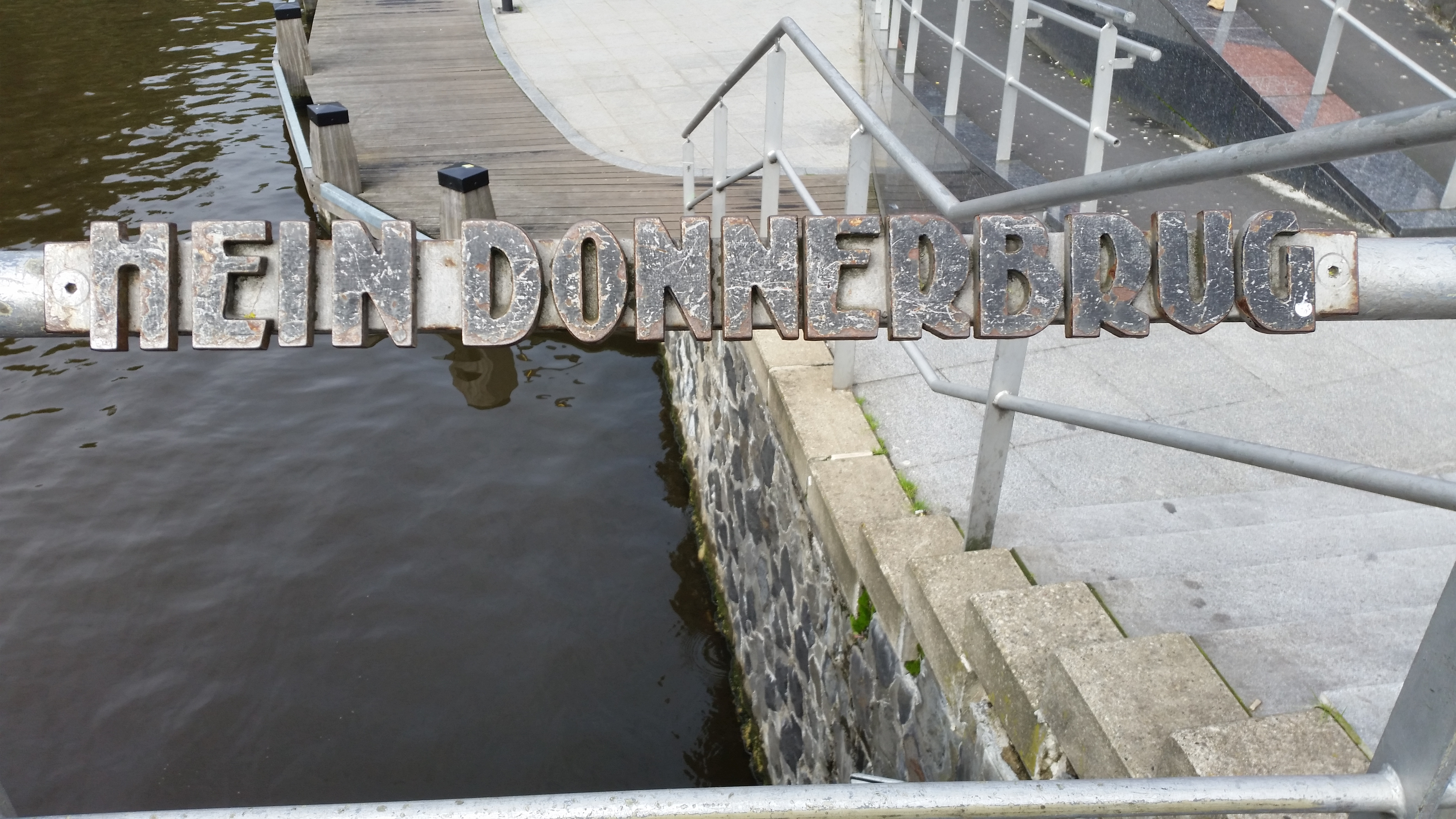
Naamplaat (oktober 2019)

<<< · 1900 · 1901 · 1902 · 1904 · 1906 · 1907 · 1908 · 1909 · 1910 · 1911 · 1913 · 1914 · 1915 · 1916 · 1917 · 1919 · 1920 · 1922 · 1923 · 1925 · 1927 · 1929 · 1930 · 1931 · 1932 · 1933 · 1935 · 1936 · 1937 · 1938 · 1939 · 1940 · 1941 · 1942 · 1944 · 1945 · 1946 · 1947 · 1948 · 1949 · 1950 · 1951 · 1952 · 1953 · 1954 · 1955 · 1956 · 1957 · 1958 · 1959 · 1960 · 1961 · 1962 · 1963 · 1964 · 1965 · 1966 · 1967 · 1968 · 1969 · 1970 · 1971 · 1972 · 1973 · 1974 · 1975 · 1976 · 1977 · 1978 · 1979 · 1980 · 1981 · 1982 · 1983 · 1984 · 1985 · 1986 · 1987 · 1988 · 1989 · 1990 · 1991 · 1992 · 1993 · 1994 · 1995 · 1996 · 1997 · 1998 · 1999 · >>>
Brugnummers 1903, 1905, 1912, 1918, 1921, 1924, 1926, 1928, 1934, 1943 zijn niet (meer) in gebruik (januari 2021)